# František Gross

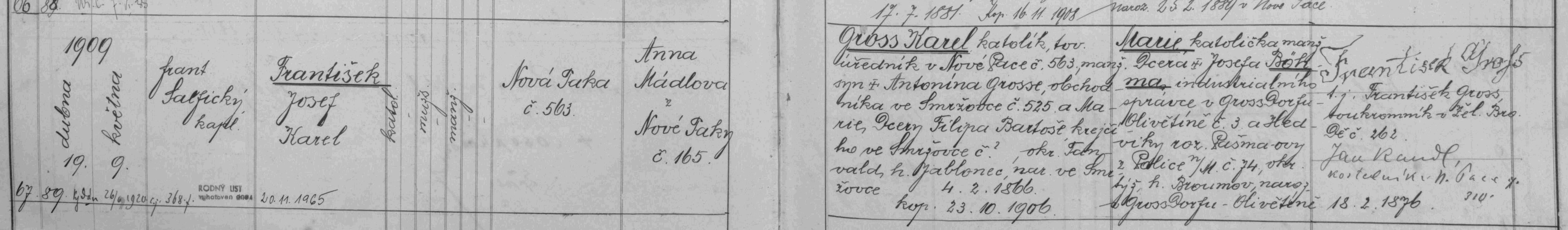
záznam o narození ak.mal. Františka Grosse, matrika N, Nová Paka, 1902–1913 SOA Zámrsk

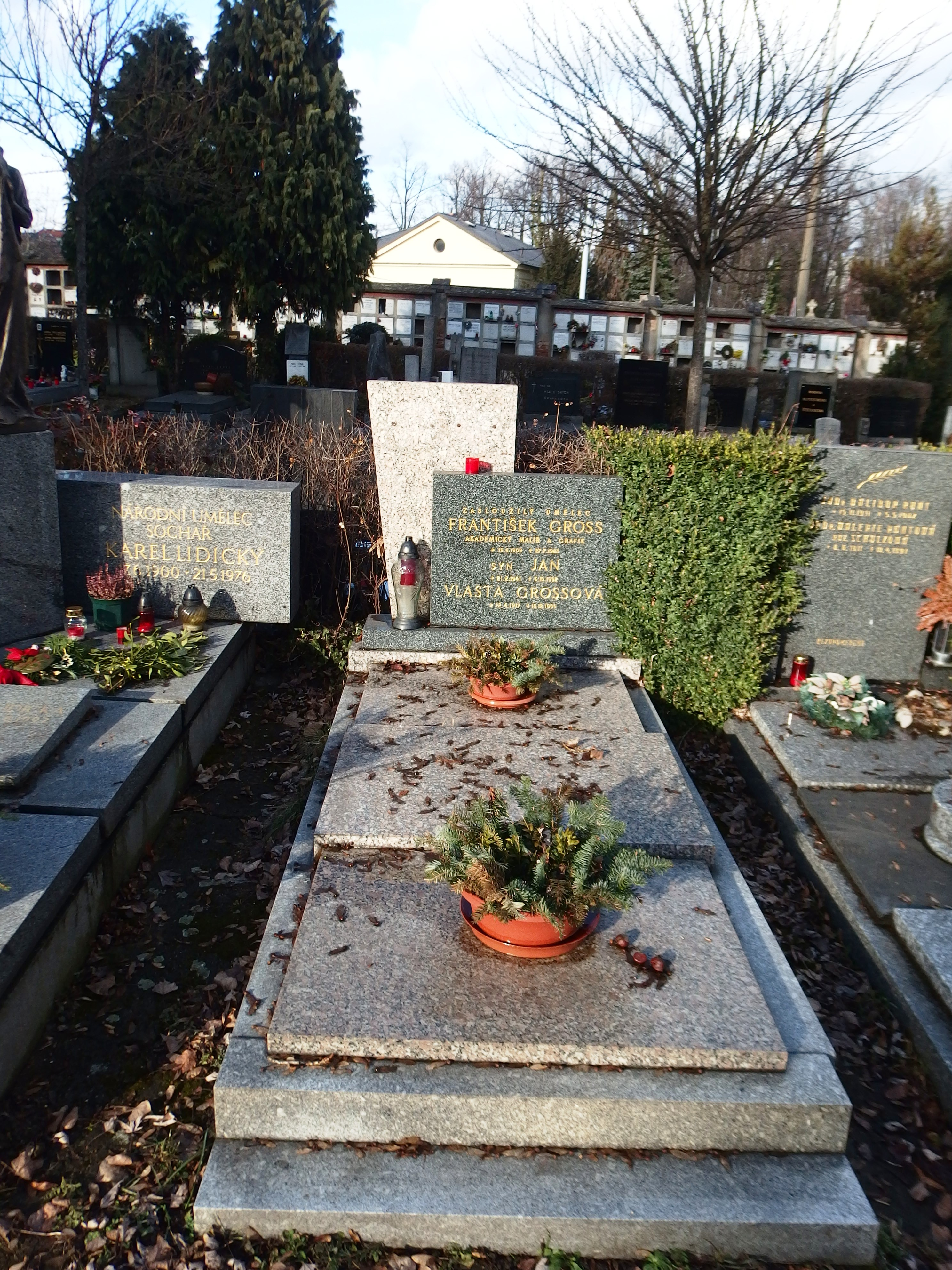
Hrob ak.mal. Františka Grosse na Vinohradském hřbitově v Praze

František Gross (19. dubna 1909, Nová Paka – 27. července 1985 Praha) byl český malíř a grafik. Byl učitelem Hynka Luňáka.

## Život
Narodil se v Nové Pace, v rodině továrního úředníka Karla Grosse (1866–??) a jeho manželky Marie, rozené Böhmové (1876–??). V roce 1917 ukončil maturitou studium na reálce v Nové Pace. Potom studoval na ČVUT v Praze u profesora Oldřicha Blažíčka a na UPŠ v Praze u profesora Františka Kysely. V roce 1931 uspořádal spolu s Ladislavem Zívrem a Františkem Hudečkem kubistickou výstavu v reálce v Nové Pace. Od roku 1941 byl členem Umělecké besedy, v letech 1942–1948 byl členem slavné Skupiny 42, jejímiž členy byli mimo jiné také rodáci z Nové Paky Ladislav Zívr a fotograf Miroslav Hák. Od roku 1945 byl členem sdružení Hollar, v letech 1961–1970 členem skupiny Radar.
Byl členem KSČ, aktivně se hlásil k levicovým názorům. V roce 1946 podepsal prokomunistické „Májové poselství kulturních pracovníků českému lidu!“ publikované před parlamentními volbami do Národního shromáždění. Tento předvolební manifest podepsalo celkem 843 kulturních pracovníků a komunisté volby vyhráli. V roce 1948 podepsal výzvu prokomunistické inteligence Kupředu, zpátky ni krok!, jež byla vydána dne 25. února 1948 na podporu komunistického převratu. Od 26. února 1948 byl členem akčního výboru českých výtvarníků a podílel se na likvidaci stávajících uskupení výtvarníků. V roce 1977 podepsal „Antichartu“.
Je pohřben na pražském Vinohradském hřbitově se synem Janem (1941–1992) a manželkou Vlastou (1917–1999).

## Tvorba
„Jeho tvorba vychází z podnětů kubismu, které zpracovával v konstruktivním smyslu a spojoval s imaginativní obsahovostí. Maloval obrazy absurdních mechanismů, v nichž transformoval své dojmy z moderní městské civilizace“.
Neznámý autor citátu
Od třicátých let 20. století užíval nové techniky frotáže, koláže, vytvářel obrazy – objekty a drobné plastiky. Ve čtyřicátých letech vytvářel obrazy groteskně fantaskních postav–strojů, jejich rozmanitost neustále rozvíjel i o nové poetické vynálezy v duchu neofigurativní estetiky. Vytvořil řadu grafických listů, věnoval se známkové tvorbě i teoreticky. V 70. letech tvořil krajiny z Novopacka, které měly nové meditativní polohy.
Grossův příklon k socialistickém realismu po roce 1948 byl dočasný.
Když byl v roce 1973 František Gross v Holandsku, kreslil si Amsterodam a na jednu kresbu přikreslil Chagallova houslistu, jak se vznáší nikoli nad rodným Vitebskem, ale nad holandskou metropolí. Byl nakreslen věrně podle obrazu, avšak v parafrázích prošly obrazy výtvarnou transformací. Některé obrazy na Grosse přímo naléhaly, aby je přeložil do vlastní řeči. Podle této kresby František Gross namaloval olejomalbu na sololitu „Vzpomínka na Amsterodam“ o rozměru 74×54 cm. Tento obraz se nachází v soukromé sbírce.

## Uznání a pocty
- V roce 1979 byl jmenován čestným občanem města Nové Paky[14]
- Byl nositelem titulu Zasloužilý umělec a vyznamenání Za vynikající práci.